# Tomba de Fu Hao
La tomba de Fu Hao (en xinès simplificat: 妇好墓; en xinès tradicional: 婦好墓; en pinyin: Fù Hǎo Mù) és un jaciment arqueològic a Yinxu, a les ruïnes de la capital Yin de l'antiga dinastia Shang, dins de la moderna ciutat d'Anyang, a la província d'Henan, a la República Popular de la Xina. Descoberta per Zheng Zhenxiang el 1976, va ser identificada com el lloc de descans final de la reina i general militar Fu Hao. Ella hauria mort al voltant de 1200 aC i ha estat identificada amb la «Dama Hao» inscrita en els ossos oraculars, pel rei Wu Ding. Així doncs, Fu Hao era una de les seves moltes esposes.
És fins avui l'única tomba reial de la dinastia Shang trobada intacte amb el seu contingut i excavat pels arqueòlegs. L'excavació es va portar a terme per l'Equip de Treball d'Anyang de l'Institut d'Arqueologia de l'Acadèmia Xinesa de Ciències Socials, i després d'una intensa restauració de la tomba va ser oberta al públic l'any 1999.

## Biografia
Article principal: Fu Hao
Fu Hao va ser una de les consorts de Wu Ding, amb qui va tindre almenys tres fills. Va ser sota el regnat de Wu Ding quan el poder Shang va assolir el seu zenit.
Les inscripcions als ossos oraculars també mostren com Fu Hao es va involucrar en aspectes de la vida reial els quals normalment no estaven permesos a les dones, cerimònies rituals i activitats militars.
S'ha parlat sobre la possibilitat que Fu Hao ja ostentés l'important càrrec de dirigent militar abans del seu matrimoni amb el rei, ja que ella posseïa les seves pròpies tropes, el que ens fa pensar que ja era una persona destacada abans de casar-se i, per tant, podria ser que Wu Ding s'hagués unit amb ella per raons polítiques.
Fu Hao va morir quan només comptava amb 33 anys en un part difícil o a causa d'una ferida de guerra. Al morir, el rei la va enterrar sota el palau en comptes del cementiri reial. Aquesta és una de les raons per les quals la tomba de Fu Hao no es va trobar abans, ja que és l'únic cas en la història de la Xina on un rei va construir un cementiri a l'interior del palau.

## Rol militar
Fu Hao va dirigir nombroses campanyes militars contra les seves tribus veïnes, els Tu, els Ba, els Yi i els Qiang.
En algunes de les inscripcions que es van trobar en els ossos oraculars sobre Fu Hao, es parla de com va dirigir una forta divisió de combat d'expedició formada per 13.000 soldats.
La participació femenina en combat, no era estranya, existeixen referències de més de cent dones que van actuar en campanyes militars. La seva tomba reflecteix la seva importància, ja que contenia diverses armes com arcs, llances, destrals, espases, dagues, cascos i escuts.

## Dinastia i descobriment de la tomba
A principis del segle xx, la dinastia Shang es creia que només formava part dels relats mítics xinesos, de la mateixa manera que amb la dinastia Xia. El 1899, al nord de la Xina, es van començar a trobar un seguit de fosses amb ossos oculars. Aquests formaven part de pràctiques que haurien començat a realitzar-se en temps neolítics pels xamans i els sacerdots de la cultura Longshan. Al llarg de la dinastia Shang, els ossos oculars esdevingueren una pràctica ritual bàsica per a la dinastia, on es feien preguntes a l'oracle sobre les preocupacions de la societat del moment (collites, campanyes militars, moments auspiciosos, etc.). A partir del 1920 es van començar a desxifrar i el 1928, van començar una sèrie de campanyes arqueològiques que portarien a la llum la gran capital Shang, situada a la zona d'Anyang.

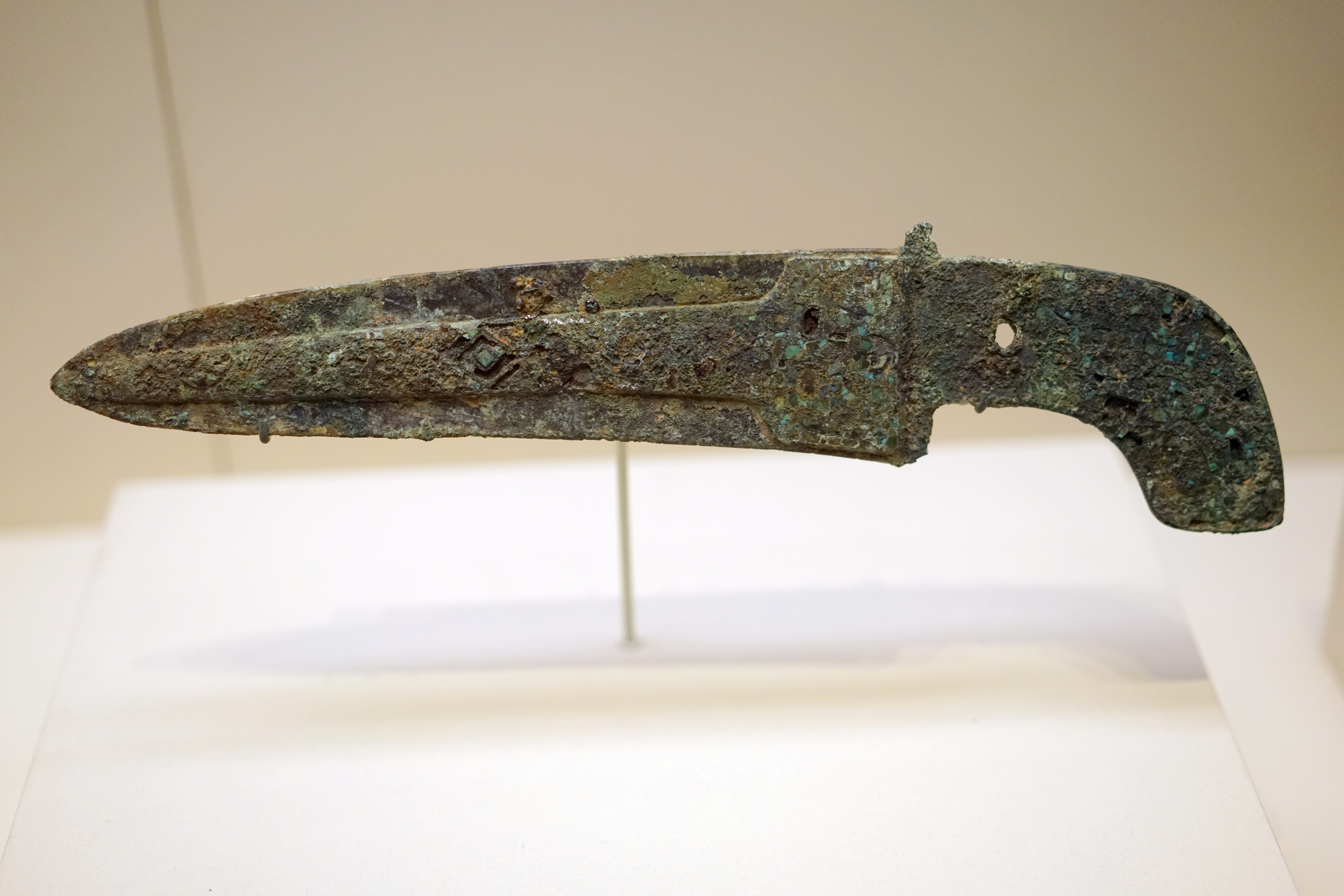
Ge (destral) de bronze amb incrustacions de turquesa part de l'aixovar funerari de Fu Hao (Yinxu, Anyang).

El jaciment es va descobrir el 1976, al llarg de les excavacions al jaciment de Yin (Yinxu). Fins aleshores ni tan sols es tenia constància de la seva existència, pel que la seva descoberta fou una gran sorpresa inesperada. Mentre que la investigació del jaciment de Yin (Yinxu) s'havia iniciat ja a la dècada dels anys 1920, la descoberta de la necròpolis no va arribar fins al 1933. Els arqueòlegs van trobar aquesta tomba juntament amb unes altres deu més al voltant del riu; moltes d'aquestes havien estat saquejades anteriorment. Aquest fet, converteix a la Tomba de Fu Hao en una troballa molt rellevant, ja que és una de les poques tombes que ens ha arribat intacte fins als nostre dies.
Els arqueòlegs de l'Acadèmia Sínica van aconseguir millorar les seves tècniques durant les excavacions. Van utilitzar els ossos oraculars com a font principal per a la datació del jaciment. El 1950, les investigacions va recaure en l'Institut Arqueològic (IA). En aquesta nova etapa no es van realitzar grans descobriments, però van invertir molts recursos en fer recerca al voltant de les tipologies dels objectes trobats. A mitjans dels anys 60, es va establir una periodització basada en la tipologia ceràmica que va permetre organitzar material excavat en una seqüència relativa a partir de determinats tipus de ceràmiques com a marcadors.
La cronologia del jaciment ha estat discutida per molts historiadors, que han debatut sobre l'antiguitat de la cambra. Alguns historiadors i arqueòlegs afirmen que la Tomba de Fu Hao forma part del període històric de Yinxu II i d'altres, per contra, situen la cambra funerària a Yinxu III. Tot i la discussió al voltant de la cronologia, la tomba s'ha utilitzat per remarcar la distinció entre el període pre-dinàstic i el dinàstic a Anyang. 

## El contingut de la tomba

Vas de bronze de forma zoomorfa (zun), actualment al Museu Nacional de Beijing.

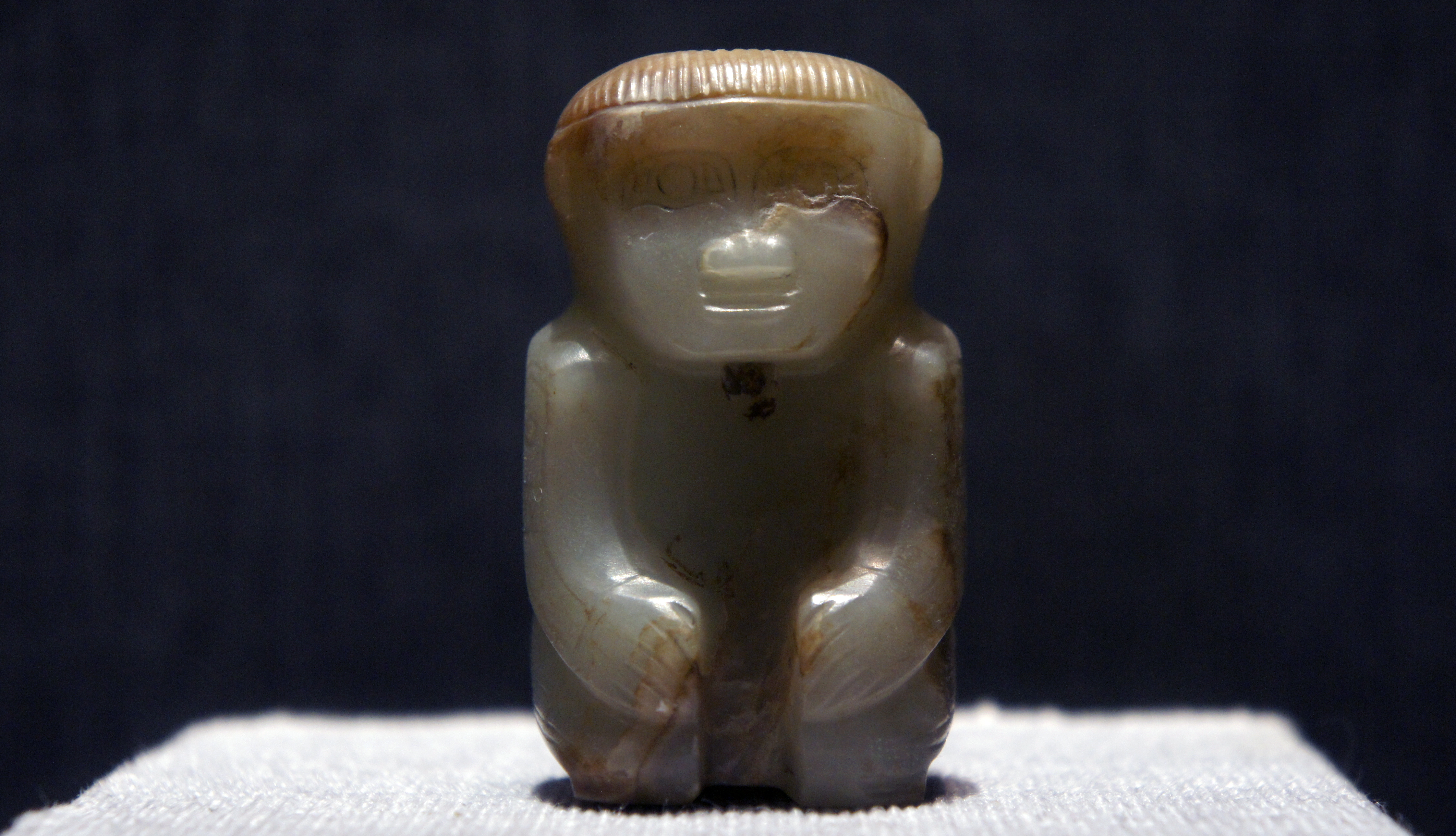
Escultura agenollada de la tomba de Fu Hao, coneguda com a jade pei (玉佩).

L'hivern de 1975 l'arqueòloga Zheng Zhenxiang i el seu marit, el també arqueòleg Chen Zhida, van poder convèncer als equips locals que no dugessin a terme els plans per anivellar un monticle als afores del poble de Xiaotun. Zheng tenia raons per creure que allà podria haver-hi una tomba Shang, opinió que els seus companys no compartien. Decidida a dur a terme el seu projecte fins al final, va reclutar un equip de treballadors per sondejar el terra en busca de murs de terra piconada. El matí del 16 de maig de 1976, després de setmanes d'ardu treball finalment van obtenir els seus fruits.
El 1976 els arqueòlegs van realitzar sondejos pels voltants de Yinxu amb una gran pala, denominada «pala Luoyang», amb la qual van recuperar algunes mostres de laca vermella. La fossa descoberta, denominada oficialment com la tomba número 5 està situada als afores del cementiri reial. És una tomba de cambra única de mida petita en comparació amb la resta de les tombes de la necròpolis; mesura 5,6 x 4 metres. La tomba ha estat datada prop de l'any 1200 aC i es va identificar com la tomba de Fu Hao a partir d'inscripcions en bronzes rituals.
La seva tomba, una de les més petites, és també una de les millor conservades de les tombes reials de la dinastia Shang i l'única que no havia estat saquejada abans de l'excavació realitzada pels arqueòlegs. A l'interior del pou era evident una cambra de fusta de 5 metres de longitud, 3,5 m d'amplada i 1,3 m d'alçada que contenia un taüt de fusta lacada completament podrit.
A nivell del terra s'hi ubicà el taüt que contenia el cos de la difunta, així com la major part dels estris i artefactes enterrats amb la reina. Val a dir que el seu aixovar funerari és molt nombrós. Podem destacar estranys objectes de jade, com ara els de la cultura Liangzhu, probablement recollits per la mateixa Fu Hao i col·leccionats com a antiguitats. També va la pena mencionar el gran nombre d'objectes de bronze a la tomba, denominador comú amb la resta de les tombes de la dinastia Shang. Això ens porta a pensar que es tractava d'un material molt apreciat per la dinastia. D'altra banda, un dels bronzes d'aquesta tomba compta amb una inscripció, la primera que trobem en context funerari xinès, iniciant el que després esdevindrà una costum. El seu aixovar funerari és tan nombrós i divers que val la pena fer-ne un llistat:
- 755 objectes de jade (incloent artefactes culturals de Longshan, Liangzhu, Hongshan i Shijiahe).[17]
- 564 objectes d'os (incloent 500 agulles de ganxo i 20 puntes de fletxa).
- 468 objectes de bronze, entre ells més de 200 atuells de bronze ritual,[18] 130 armes, 23 campanes, 27 ganivets, 4 miralls, i 4 estàtues de tigre.[15]
- 63 objectes de pedra.
- 11 objectes de ceràmica.
- 5 objectes d'ivori.
- 6.900 cauris (utilitzades com a moneda de canvi durant la dinastia Shang).

Prop del taüt del cadàver però en un nivell superior hi havia una petita perforació del mur que contenia les restes de sis gossos sacrificats, i al llarg de la seva vora es van trobar els esquelets de setze esclaus, com evidencia de sacrifici humà en les tombes xineses en l'antiguitat.
Els objectes de jade a la tomba de Fu Hao s'ha comprovat mitjançant l'anàlisi estilística i tècnic que són artefactes molt anteriors a la seva mort. El context arqueològic identifica una col·leccionista prematura, una dona que va reunir objectes anteriors a la seva època.

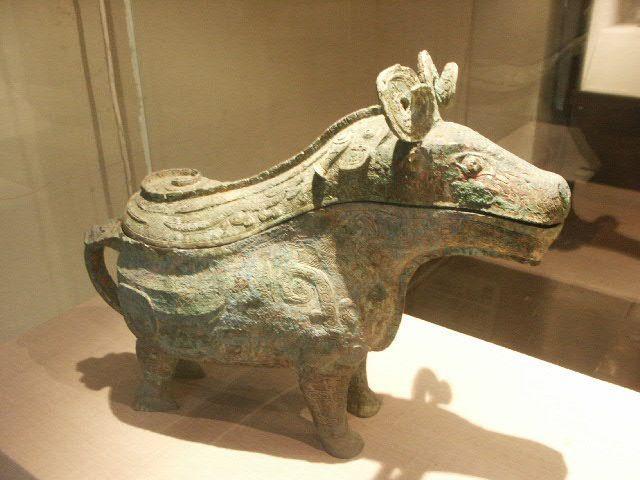
Recipient zoomorf anomenat guang procedent de la tomba de Fu Hao.

Al llarg de la dinastia Shang es troba un canvi ritual del material del jade al bronze, donant una simbologia d'un material diví, com és categoritzat el jade, un material manipulat per l'home com el bronze. El canvi del material, també fa que la mida de les peces canviï i trobem elements de bronze de grans mides. Al llarg de la dinastia Shang, es troben molts avenços en la manufacturació del bronze que fa que els historiadors pensin que van ser unes tècniques importades des de les poblacions de l'est ja que no hi ha un recorregut que permeti establir una herència de les dinasties anteriors en les manufacturacions de bronze. Aquests objectes grossos es realitzaven sense un motlle compartit, i per tant, hi havia una voluntat d'individualització de cada peça. Quan aquest aixovar era de gran format, normalment s'acostumaven a erigir les obres per peces i posteriorment s'ajuntaven.
A la cambra funerària hi havia un petit altar que segurament seria dedicat al culte al ancestres. Les dinasties es definien per ser filles del cel i utilitzaven els seus avantpassats i difunts per a raonar aquesta teoria i d'aquesta manera els ancestres feien de nexe entre el món dels vius i el món celestial.
La troballa d'una caixa de color rogenc va ser relacionada directament amb els objectes personals de Fu Hao que utilitzava en el seu dia a dia, com per exemple pintes d'ivori o agulles de cabell. Aquest fet es diferencia amb la resta d'objectes trobats a la cambra ja que aquest estarien relacionats directament amb la difunta i les seves preferències.